# Liste de ponts de Hongrie
Cette liste de ponts de Hongrie présente les ponts remarquables de Hongrie, tant par leurs caractéristiques dimensionnelles, que par leur intérêt architectural ou historique.

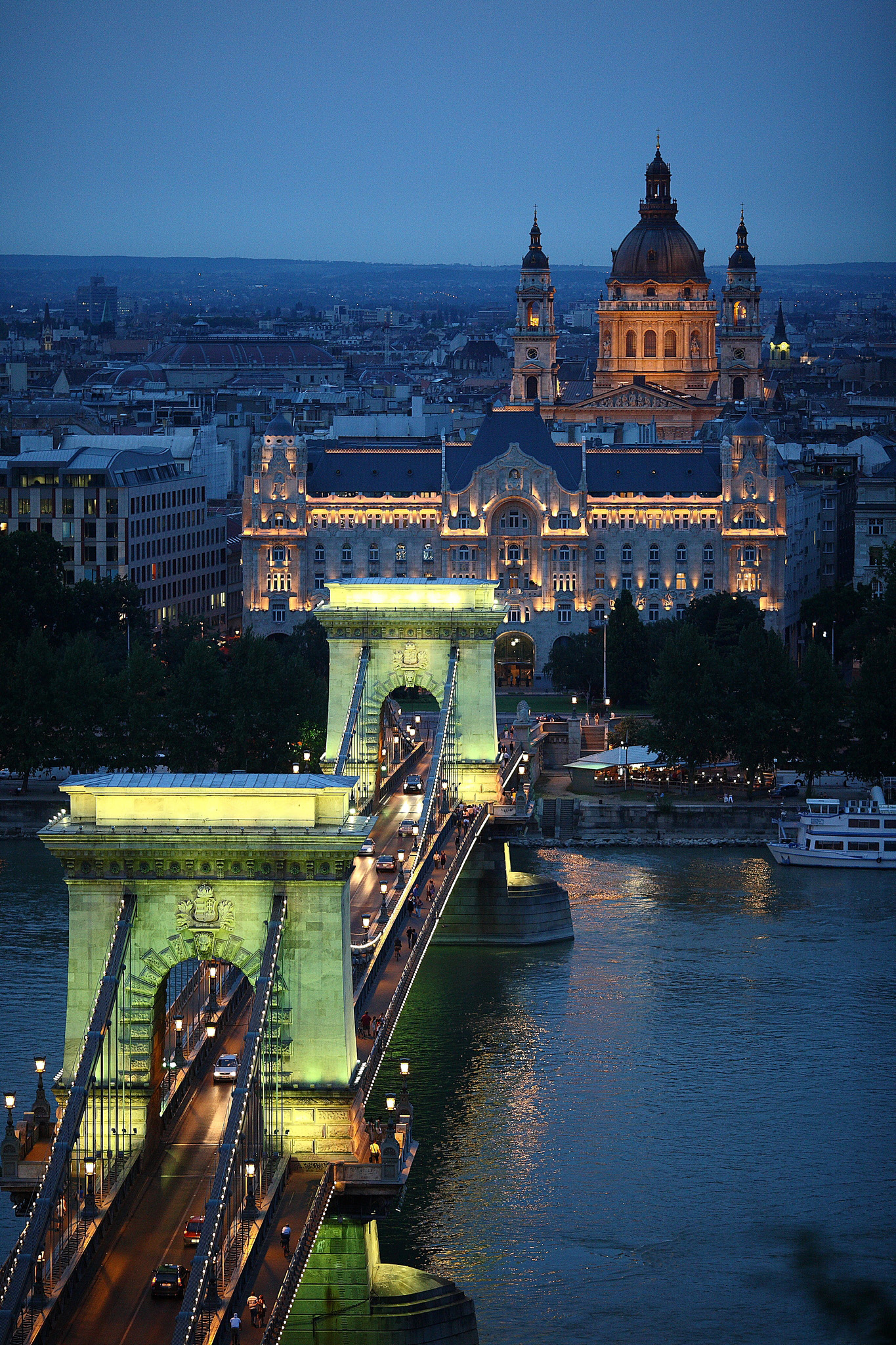
Le Széchenyi Lánchíd ou pont des chaînes de Budapest.

Elle est présentée sous forme de tableaux récapitulant les caractéristiques des différents ouvrages, et peut être triée selon les diverses entrées pour voir un type de pont particulier ou les ouvrages les plus récents par exemple. La seconde colonne donne la classification de l'ouvrage parmi ceux présentés, les colonnes Portée et Long. (longueur) sont exprimées en mètres. Date indique la date de mise en service du pont.

## Les ponts de Budapest
Du nord au sud, onze ponts enjambent le Danube à Budapest, dont quatre ayant une vocation de périphérique. Il s'agit d'une part des deux ponts ferroviaires qui permettent la jonction de la ligne circulaire : l'Újpesti vasúti híd à Újpest, au nord, permet de relier Budapest à Esztergom par Dorog par la ligne 2 et l'Összekötő vasúti híd au sud dessert la gare de Budapest-Déli. D'autre part, ce sont les deux ponts de l'autoroute hongroise M0 qui traverse le Megyeri híd au nord et le Deák Ferenc híd au sud.
L'Árpád híd est le premier pont réservé à la circulation urbaine en arrivant du nord. Il porte le nom d'Árpád de Hongrie, fondateur de la dynastie des premiers rois hongrois. Parcouru par les lignes 1 et 1A du tramway de Budapest, il permet l'accès nord à Margit-sziget. 
À l'autre extrémité de l'île, le Margit híd porte le nom de Marguerite de Hongrie (Szent Margit), la fille du roi Béla IV de Hongrie qui a vécu dans le couvent de l'île. Second pont construit sur le Danube entre 1872 et 1876, il fut dessiné par un groupe d'ingénieurs parisiens (Société de construction des Batignolles d'Ernest Goüin). Il s'appuie en son milieu sur la pointe sud de Margit-sziget et lui donne aussi un accès. Il est parcouru par les lignes 4 et 6 du tramway de Budapest.
Le Széchenyi Lánchíd est le plus célèbre pont de la capitale hongroise. Connu également sous le nom de pont aux chaînes, il porte le nom d'István Széchenyi, à l'initiative de sa construction. Premier pont permanent de Budapest, il fut construit entre 1842 et 1849. Dessiné par l'ingénieur anglais William Tierney Clark, il relie Clark Ádám tér et le Budavári Sikló à Roosevelt tér.
L'Erzsébet híd porte le nom d'Élisabeth de Wittelsbach (Sissi), impératrice d'Autriche et reine de Hongrie (Erzsébet királynő). Sa forme actuelle est la reconstruction du pont original construit entre 1897 et 1903 et détruit par les Allemands en 1945(ainsi que tous les ponts de Budapest).
Le Szabadság híd (pont de la liberté) portait autrefois le nom de François-Joseph Ier d'Autriche (Ferenc-József híd). Il a été inauguré en 1896 à l'occasion des fêtes du millénaire de la Hongrie. Il est parcouru par les lignes 47 et 49 du tramway de Budapest.
Plus excentré vers le sud, le Petőfi híd porte le nom du poète Sándor Petőfi. Situé en aval du Szabadság híd sur le Danube, il fut construit en 1930 pendant la crise économique, d'où sa simplicité. Il est parcouru par les lignes 4 et 6 du tramway de Budapest. 
Le Rákóczi híd relie de part et d'autre du fleuve les 9e et 11e arrondissements. Entamés en 1992, les travaux se sont achevés en 1995.

## Ponts présentant un intérêt historique ou architectural
|  |   | Nom                     | Hongrois               | Distinction                                              | Long. | Type                             | Voie portée Voie franchie                                                    | Date | Localisation                                                  | Région                       | Ref.            |
|  | - | ----------------------- | ---------------------- | -------------------------------------------------------- | ----- | -------------------------------- | ---------------------------------------------------------------------------- | ---- | ------------------------------------------------------------- | ---------------------------- | --------------- |
|  | 1 | Pont des neuf arcs      | Kilenclyukú híd        | Patrimoine mondial (1999) · (Parc national de Hortobágy) | 167   | Maçonnerie 9 arches segmentaires | 33 Hortobágy                                                                 | 1833 | Hortobágy 47° 34′ 54,4″ N, 21° 08′ 51,3″ E                    | Grande Plaine septentrionale | [ 1 ]           |
|  | 2 | Pont Marguerite         | Margit híd             | Pont à trois branches                                    | 607   | Arc Acier, tablier porté         | Margit körút - Szent István körút Lignes 4 et 6 (Tramway de Budapest) Danube | 1875 | Budapest 1er - 2e - 5e - 13e 47° 30′ 53,1″ N, 19° 02′ 36,5″ E | Hongrie centrale             | [ B 1 ] [ T 1 ] |
|  | 3 | Viaduc de Veszprém      | Szent István völgyhíd  |                                                          | 184   | Arc Béton, tablier porté         | Völgyhíd tér - Dózsa György utca Kittenberger Kálmán utca                    | 1937 | Veszprém 47° 05′ 48,5″ N, 17° 53′ 46,6″ E                     | Transdanubie centrale        |                 |
|  | 4 | Pont Rákóczi            | Rákóczi híd            |                                                          | 495   | Poutre-caisson Acier             | Neumann János út - Soroksári út Danube                                       | 1995 | Budapest 9e - 11e 47° 28′ 07,5″ N, 19° 04′ 02,3″ E            | Hongrie centrale             | [ B 2 ]         |
|  | 5 | Pont de l'île Kányavári | Kányavári sziget hídja |                                                          |       | Arc Bois, tablier intermédiaire  | Passerelle Kis-Balaton                                                       |      | Balatonmagyaród 46° 36′ 56,1″ N, 17° 10′ 02,9″ E              | Transdanubie occidentale     |                 |

## Grands ponts
Ce tableau présente les ouvrages ayant des portées supérieures à 100 mètres ou une longueur totale de plus de 3 000 mètres (liste non exhaustive).
|  |    | Nom                      | Hongrois               | Portée    | Long. | Type                                                   | Voie portée Voie franchie                                       | Date | Localisation                                           | Région                                          | Ref.    |
|  | -- | ------------------------ | ---------------------- | --------- | ----- | ------------------------------------------------------ | --------------------------------------------------------------- | ---- | ------------------------------------------------------ | ----------------------------------------------- | ------- |
|  | 1  | Pont de Dunaújvárosi     | Dunaújvárosi híd       | 308       | 1670  | Arc Acier, tablier suspendu Pont bow-string            | M8-as autópálya Danube                                          | 2007 | Dunaújváros - Dunavecse 46° 54′ 12,1″ N, 18° 57′ 30″ E | Transdanubie centrale Grande Plaine méridionale |         |
|  | 2  | Pont Megyeri             | Megyeri híd            | 300       | 1862  | Haubané Tablier poutres acier, pylônes béton           | M0-s autóút Budapest Ringroad Danube                            | 2008 | Budapest 47° 36′ 26,6″ N, 19° 05′ 32,5″ E              | Hongrie centrale                                | [ B 3 ] |
|  | 3  | Pont Elisabeth           | Erzsébet híd           | 290       | 380   | Suspendu Tablier poutres acier, pylônes acier          | Hegyalja út - Szabad sajtó út Danube                            | 1964 | Budapest 1er - 5e 47° 29′ 27,3″ N, 19° 02′ 57,1″ E     | Hongrie centrale                                | [ B 4 ] |
|  | 4  | Pont des Chaînes         | Széchenyi Lánchíd      | 202       | 375   | Suspendu Tablier poutres fer forgé, pylônes maçonnerie | Clark Ádám tér - Roosevelt tér Danube                           | 1849 | Budapest 5e 47° 29′ 56,3″ N, 19° 02′ 36,7″ E           | Hongrie centrale                                | [ B 5 ] |
|  | 5  | Pont de la Liberté       | Szabadság híd          | 175       | 333   | Treillis Acier                                         | Kelenhegyi út - Vámház körút Danube                             | 1896 | Budapest 5e - 11e 47° 29′ 08,7″ N, 19° 03′ 17,7″ E     | Hongrie centrale                                | [ B 6 ] |
|  | 6  | Pont Petőfi              | Petőfi híd             | 154       | 378   | Treillis Acier                                         | Ferenc körút - Irinyi József utca Danube                        | 1952 | Budapest 5e - 11e 47° 28′ 43,9″ N, 19° 03′ 48,2″ E     | Hongrie centrale                                | [ B 7 ] |
|  | 7  | Pont Belvárosi           | Belvárosi híd          | 147       |       | Arc Acier, tablier suspendu Pont bow-string            | Híd utca - Torontál tér Tisza                                   | 1948 | Szeged 46° 15′ 03″ N, 20° 09′ 11,5″ E                  | Grande Plaine méridionale                       |         |
|  | 8  | Pont Bertalan            | Bertalan híd           | 141       | 762   | Poutres Acier, bipoutre hauteurs variables             | 43-as főút Tisza                                                | 1979 | Szeged 46° 15′ 21,7″ N, 20° 09′ 54,1″ E                | Grande Plaine méridionale                       |         |
|  | 9  | Pont Beszédes József     | Beszédes József híd    | 137 (x2)  | 518   | Treillis Acier                                         | 52 Danube                                                       | 1951 | Dunaföldvár 46° 48′ 37,9″ N, 18° 55′ 59,3″ E           | Transdanubie méridionale                        | [ T 2 ] |
|  | 10 | Pont de Szent László     | Szent László híd       | 120 (x3)  | 919   | Poutre-caisson Acier                                   | M9-es autóút Danube                                             | 2003 | Szekszárd 46° 21′ 08,2″ N, 18° 53′ 43,9″ E             | Transdanubie méridionale                        | [ T 3 ] |
|  | 11 | Viaduc de Kőröshegyi     | Kőröshegyi völgyhíd    | 120 (x13) | 1872  | Poutre-caisson Béton précontraint                      | M7-es autópálya E71 európai út                                  | 2007 | Kőröshegy 46° 49′ 00,5″ N, 17° 54′ 06,8″ E             | Transdanubie méridionale                        | [ T 4 ] |
|  | 12 | Pont Marie-Valérie       | Mária Valéria híd      | 119       | 517   | Treillis Acier                                         | Ostrihomská cesta 63 Danube                                     | 1895 | Esztergom - Štúrovo 47° 47′ 43″ N, 18° 43′ 47,2″ E     | Transdanubie centrale Slovaquie                 | [ T 5 ] |
|  | 13 | Pont Árpád               | Árpád híd              | 103       | 928   | Poutres Acier, hauteurs variables                      | Róbert Károly körút Lignes 1 et 1A (Tramway de Budapest) Danube | 1950 | Budapest 2e - 13e 47° 32′ 14,8″ N, 19° 03′ 14,9″ E     | Hongrie centrale                                | [ B 8 ] |
|  | 14 | Pont de Baja             | Türr István híd        | 103 (x4)  | 582   | Treillis Acier                                         | 55 1 voie ferroviaire Danube                                    | 1950 | Baja 46° 11′ 34,9″ N, 18° 55′ 38″ E                    | Grande Plaine méridionale                       | [ T 6 ] |
|  | 15 | Pont Elisabeth (Komárno) | Erzsébet híd (Komárom) | 102 (x4)  | 415   | Treillis Acier                                         | Lehárova 64 Danube                                              | 1892 | Komárom - Komárno 47° 45′ 04,4″ N, 18° 07′ 15″ E       | Transdanubie centrale Slovaquie                 | [ T 7 ] |